# Levallois-Perret
Levallois-Perret [ləvalwa pɛʁɛ] ist eine Stadt in Frankreich im Département Hauts-de-Seine in der Region Île-de-France. Die Stadt liegt nordwestlich von Paris, an das sie unmittelbar angrenzt, am rechten Ufer der Seine. Die Einwohnerzahl beträgt 68.412 (Stand: 1. Januar 2022). Mit 28.387 Einwohnern pro Quadratkilometer ist Levallois-Perret die am dichtesten besiedelte Gemeinde Frankreichs sowie eine der dichtbesiedeltsten Europas. Die Einwohner werden Levalloisiens genannt.

## Geschichte
Im vorrevolutionären Frankreich bestanden im Gebiet des heutigen Levallois-Perret das Dorf Villiers und der Hof Courcelles (auch La Planchette genannt), nach denen heute zwei Metro-Stationen benannt sind. Der größte Teil des heutigen Gemeindegebiets wurde im Verlauf der Revolution der Gemeinde Clichy zugeschlagen, während der Südwesten der heutigen Gemeinde Teil von Neuilly-sur-Seine wurde.
Ab 1822 erschloss der Landbesitzer Jean-Jacques Perret einen Teil des zu Clichy gehörenden Geländes für den Bau einer Siedlung; dieses Gebiet wurde daraufhin nach ihm Champerret (das Feld des Perret) genannt. Seinem Beispiel folgte 1845 der Landbesitzer André Noël im Gebiet von La Planchette, wobei hier die eigentliche Erschließung von Nicolas-Eugène Levallois vorgenommen wurde, nach dem das Gelände Levallois getauft wurde. In den 1860er Jahren waren beide Siedlungen weitgehend zusammengewachsen und der Wunsch nach einer eigenen Gemeindeverwaltung wurde laut. Daraufhin bewilligte Kaiser Napoleon III. am 30. Juni 1866 der neuen Gemeinde Levallois-Perret das Stadtrecht, das zum Jahresbeginn 1867 in Kraft trat. Die Stadt wurde ein Zentrum des frühen Automobilbaus in Frankreich; so entschieden sich die Unternehmen Clément, Delage, Chapron, Zeiller & Fournier und nicht zuletzt Citroën für den Standort. Zu Beginn des 20. Jahrhunderts war auch die Kosmetikindustrie in der Stadt stark vertreten.
Auf dem Place Verdun fand am 9. August 2017 ein Anschlag statt. Ein BMW fuhr beim Wachwechsel in eine Gruppe von Soldaten. Sechs Soldaten der Operation Sentinelle („Operation Wache“), welche nach Anschlägen seit 2015 landesweit rund 1500 gefährdete Objekte wie Schulen, Kirchen, Kultstätten und diplomatische Vertretungen bewachen, wurden verletzt.
Ein Algerier wurde auf einer Autobahn in der Nähe von Calais im Tatfahrzeug festgenommen. Nach einer Verfolgungsjagd wurde sein Wagen von Polizeifahrzeugen umzingelt. Statt auf Aufforderung anzuhalten, rammte er ein Polizeifahrzeug. Als er eine Bewegung machte, als ob er eine Waffe ergreifen wollte, eröffnete die Polizei das Feuer. Der Verdächtige wurde von fünf Kugeln getroffen und in ein Krankenhaus gebracht.

## Verwaltung
Bürgermeister von Levallois-Perret war in den Jahren 1965 bis 1983 der Kommunist Parfait Jans, der zeitweise auch Generalrat und Abgeordneter des Départements Hauts-de-Seine war. Als Bürgermeister folgte ihm 1983 Patrick Balkany, damals RPR, der 1995 seinem Parteikollegen Olivier de Chazeaux das Amt überließ, um diesem wiederum 2001, nunmehr Mitglied der UMP, im Amt zu folgen. Diese Entwicklung ist auch Ausdruck einer demographischen Veränderung, die Levallois-Perret von einer Arbeitergemeinde zu einem Wohnort des wohlhabenden Bürgertums machte; die Bewohner von Levallois-Perret zählen heute im Durchschnitt zu den wohlhabendsten in Frankreich.

## Sehenswürdigkeiten

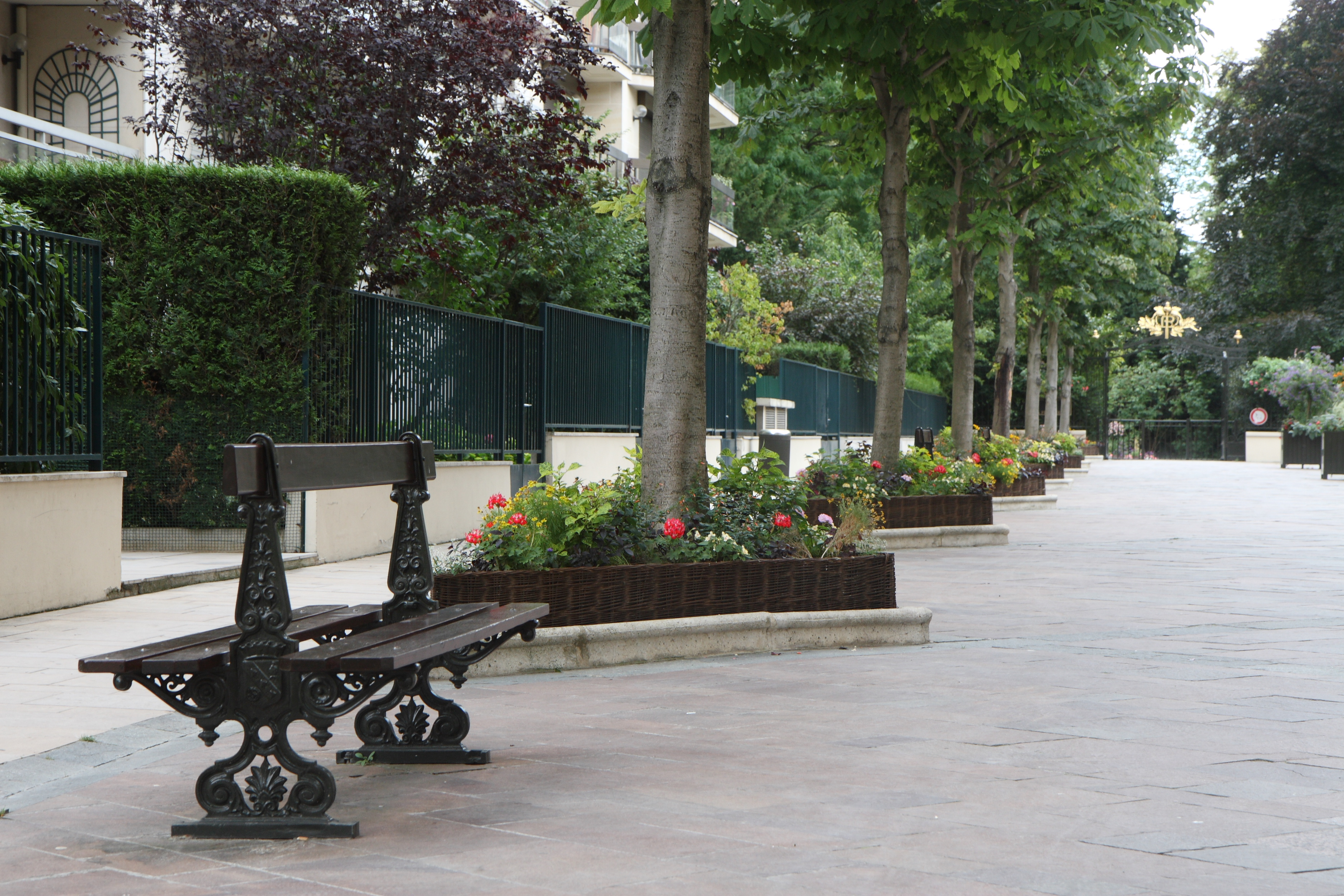
Eingang zum Parc de la Planchette

Neben dem Rathaus ist vor allem die Kirche Saint-Justin sehenswert. Als Ausflugsziel ist auch der Parc de la Planchette beliebt. Auf dem Cimetière de Levallois-Perret ist der Komponist Maurice Ravel neben seinen Eltern begraben.

## Wirtschaft
In Levallois-Perret befindet sich der Hauptsitz des Alstom-Konzerns, die Zentrale des französischen Inlandsgeheimdienstes Direction générale de la sécurité intérieure sowie das europäische Hauptquartier des inzwischen von SAP aufgekauften Business-Intelligence-Anbieters Business Objects. Außerdem befindet sich in Levallois die Zentrale des Automobilzulieferers und Kunststoffverarbeiters Plastic Omnium sowie die des Waggonvermieters Ermewa.

## Verkehr
Levallois-Perret kann über zwei Bahnhöfe erreicht werden: Über den Bahnhof Clichy-Levallois entlang der Fernstrecke Paris-Le Havre und über den Bahnhof Péreire - Levallois, der ca. 500 Meter hinter der Stadtgrenze noch im Pariser 17. Arrondissement liegt und an dem ausschließlich Züge der Linie C des Réseau express régional d’Île-de-France (RER) halten. Ferner wird die Gemeinde von der Metrolinie 3 erschlossen.
An der Stadtgrenze zu Paris besteht über den Boulevard périphérique Anschluss an die nahe gelegene Autoroute A 1 (Autoroute du Nord).

## Partnerstädte
Levallois-Perret unterhält seit 1986 eine Partnerschaft mit dem Bezirk Tempelhof-Schöneberg von Berlin und seit 2007 mit Wenzhou in der Volksrepublik China.

## Persönlichkeiten
In Levallois-Perret wurden geboren:
- Jean Ajalbert (1863–1947), Schriftsteller, Mitglied der Académie Goncourt
- Louis Trousselier (1881–1939), Radrennfahrer
- Pierre Legrain (1889–1929), Buchbinder, Möbeldesigner und Innenarchitekt
- Georges Migot (1891–1976), Maler und Dichter
- Marcel Frébourg (1892–1950), Ruderer
- Maryse Hilsz (1901–1946), Pilotin und Flugpionierin
- André Galoisy (1902–1983), Autorennfahrer
- Éliane de Creus (1905–1997), Sängerin und Schauspielerin
- Arthur Sérès (1913–1998), Radrennfahrer
- Violette Szabo (1921–1945), Agentin der Special Operations Executive
- Jean Muller (1925–2005), Brückenbauingenieur
- Danièle Delorme (1926–2015), Schauspielerin und Filmproduzentin
- Jean-Claude Vidilles (1928–1997), Autorennfahrer
- Claudy Chapeland (1943–2021), Kinderschauspieler
- Christian Hay (1944–1984), Schauspieler
- Jean-Patrick Capdevielle (* 1945), Sänger
- Pascal Lamy (* 1947), EU-Kommissar und WTO-Vorsitzender
- Jean Musy (1947–2024), Pianist und Filmkomponist
- Alice Dubois (* 1970), Judoka
- Stéphane Daoudi (* 1971), Autorennfahrer
- Olivier Besancenot (* 1974), Politiker der Linken
- Samir Azzimani (* 1977), Skirennläufer und Skilangläufer
- Marco Ramos (* 1983), portugiesischer Fußballspieler
- Sofiane Feghouli (* 1989), algerischer Fußballspieler

In Levallois-Perret haben gelebt oder gewirkt:
- Louise Michel (1830–1905), Kommunardin
- Gustave Eiffel (1832–1923), Ingenieur
- Maurice Ravel (1875–1937), Komponist, in Levallois-Perret begraben
- René Pottier (1879–1907), Radrennfahrer, Tour-de-France-Gewinner, starb in Levallois-Perret
- Henri Chapron (1886–1978), Automobilbauer, starb in Levallois-Perret
- Charles Pasqua (1927–2015), Politiker (UMP), von 1993 bis 1995 französischer Innenminister
- Francis Bardot (* 1946), Tenor
- Marie-Claire Restoux (* 1968), Judoka
- Didier Drogba (* 1978), Fußballspieler